# Herman Gouwe
Adriaan Herman Gouwe (roepnaam Herman) (Alkmaar, 8 mei 1875 – Papeete (Tahiti), 28 december 1965) was een Nederlands kunstenaar.
Gouwe volgde zijn opleiding aan de Rijksakademie van Beeldende Kunsten te Amsterdam, waar hij een studievriend was van de Maastrichtse kunstenaar Rob Graafland. Tussen 1908 en 1927 bracht hij steeds de helft van het jaar door in Zuid-Limburg. De andere helft van het jaar verbleef hij aanvankelijk in Amsterdam, vervolgens in Blaricum en soms in buitenlandse plaatsen als Parijs en Tanger. 
Gouwe huurde voor zijn Zuid-Limburgse verblijf steeds een atelier en een kamer in Gulpen of in het Belgische plaatsje Eben-Emael. Hij logeerde ook bij zijn vriend en collega Rob Graafland. Gouwe was vaak met collega-kunstenaars te vinden in Café Suisse aan het Vrijthof in Maastricht. In 1911 werd hij lid van de Limburgsche Kunstkring (Jan Bakhoven, Guillaume Eberhard, Rob Graafland, Henri Jonas, J. Van der Kooy, Jos Narinx en Vic Reinders).
In de herfst van 1920 reisde Gouwe enkele maanden met Henri Jonas naar Tanger. In de zomer van 1927 kwam hij voor het eerst niet naar Zuid-Limburg maar verbleef hij in Zuid-Frankrijk. Daar las hij in een lokale krant een artikel over Tahiti, en hij besloot daarheen te vertrekken. Zonder nog terug naar Nederland te gaan nam hij een boot naar Tahiti, waar hij op 14 december 1927 arriveerde in de hoofdstad Papeete. Zijn financiële situatie dwong hem er regelmatig toe om opdrachten aan te nemen voor het schilderen van portretten, zonsondergangen en Tahitiaanse vrouwen.
Het Drents Museum te Assen en het Frans Hals Museum te Haarlem hebben werk van Gouwe in hun tentoonstelling.